# حسین بازقندی
حسین بازقندی فرزند غلامرضا متولد ۱۳۲۹
نماینده دوره اول مجلس شورای اسلامی حوزه انتخابیه لرستان (ازنا / دورود)
تعداد آراء ۴۴٬۷۲۲ درصد آراء ۵۱٫۰۰